# Krempendorf
Krempendorf ist ein Ortsteil der Gemeinde Marienfließ im Landkreis Prignitz im Land Brandenburg.

## Geographie
Der Ort liegt vier Kilometer westlich von Meyenburg und zwölf Kilometer nordöstlich von Putlitz. Die Nachbarorte sind Stolpe und Retzow im Norden, Ganzlin und Wendisch Priborn im Nordosten, Meyenburg im Westen, Bergsoll im Südosten, Frehne im Süden, Telschow im Südwesten, Stepenitz im Westen sowie Klein Dammerow im Nordwesten.

## Geschichte
Die erste urkundliche Erwähnung stammt aus dem Jahr 1246 als „Crempendorf“. Das Angerdorf ist wahrscheinlich rein germanischen Ursprungs.
Vor 1816 gehörte der Ort zum Pritzwalkischen Kreis in der Prignitz der Mark Brandenburg und kam danach zum Landkreis Ostprignitz im Regierungsbezirk Potsdam der Provinz Brandenburg. 1860 hatte Krempendorf eine Gemarkungsgröße von 5343 Morgen, davon 4083 Morgen Acker, 590 Morgen Weide, 300 Morgen Wald, 280 Morgen Wiese, 60 Morgen Gehöfte und 30 Morgen Torf. 1900 wurde die Siedlung als Dorf bezeichnet und zum Gemeindebezirk Krempendorf zählten 3 Abbaue, die Kolonie Stolpe und das Gut Waldhof. 1931 gehörten die Wohnplätze Jagdhaus, Stolpe und Waldhof zur Gemeinde, die Größe der Gemarkung lag bei 1592 Hektar und insgesamt wurden 70 Wohnhäuser gezählt. Ab 1952 war der Ort zugehörig zum Kreis Pritzwalk im Bezirk Potsdam. 1964 und 1973 wurde die Gemeinde mit den Ortsteilen Stolpe und Waldhof verzeichnet. Der bisherige Wohnplatz Jagdhaus wurde nicht mehr genannt. 1993 wurde Krempendorf ein Teil des neu geschaffenen Landkreises Prignitz und das Amtsgericht Perleberg hier zuständig.

## Verkehr
Krempendorf liegt an dem Knotenpunkt 91 des Priegnitzer Radwegenetzes. Der Ort ist damit über einen ausgewiesenen Radweg mit den Nachbarortschaften Jännersdorf, Frehne und Meyenburg verbunden.